# 南豫州 (刘宋)
南豫州，中国南北朝时设置的州。
421年，刘宋设置南豫州，治所在历阳县（今安徽省和县）。即豫州淮河以南，包括今江苏省南京市六合区、江浦，安徽省和县、来安县、定远县以西，河南省光山县、新县，湖北省武湖水以东的江北淮南之地。侯景之乱后，治所在姑熟县（今安徽省当涂县），只有皖南的长江流域。589年隋灭南陈，隋朝政府将之改为宣州。唐朝武德三年（620年），以当涂县复置南豫州。武德八年（625年），废南豫州，当涂县属宣州。

## 南豫州刺史
刘宋
- 刘义康（421年－422年）
- 刘义真（422年－424年）
- 刘义恭（424年－426年）
- 到彦之（426年－430年）
- 刘濬（439年－440年）
- 刘骏（440年－445年）
- 刘铄（445年）
- 刘祎（459年－461年）
- 刘子房（461年－464年）
- 刘彧（465年）
- 柳元景（465年）
- 刘遵考（465年）
- 刘休祐（466年）
- 王玄谟（466年－467年）
- 刘祎（469年）
- 王玄载（471年－473年）
- 刘灵遗（473年－474年）
- 王宽（474年－475年）
- 段佛荣（475年－476年）
- 阮佃夫（476年－477年）
- 全景文（477年）
- 刘澄之（477年－478年）
- 刘友（478年－479年）
- 萧赜（479年）

萧齐
- 柳世隆（479年－480年）
- 萧子懋（485年－487年）
- 萧子真（487年－489年）
- 萧子伦（489年－492年）
- 萧子卿（492年）
- 萧昭文（492年－493年）
- 萧铿（493年－494年）